# Agrobacterium rhizogenes
Agrobacterium rhizogenes è un batterio gram negativo, capace di infettare le piante attraverso la trasmissione di un segmento di DNA, definito T-DNA, che penetra all'interno delle cellule vegetali integrandosi nel loro genoma. Il batterio possiede un plasmide, chiamato plasmide Ri (Root inducing) che codifica il T-DNA e tutti i geni necessari a trasferirlo nella cellula vegetale.
È capace di infettare principalmente le dicotiledoni e causare in esse una patologia che comporta la crescita incontrollata (del tutto simile a una crescita tumorale) di radici sottili e filamentose dette hairy roots (radici pelose).